# Naoko Yamada
Naoko Yamada (山田 尚子, Yamada Naoko, Gunma, 28 november 1984) is een Japans animator en regisseur van films en televisiereeksen. Ze werkt bij Kyoto Animation en regisseerde de anime K-On! en Tamako Market, alsook de film A Silent Voice.

## Jeugd en opleiding
Yamada tekende graag als kind. Ze tekende de reeksen Patlabor en Dragon Ball na. Op de basisschool speelde ze volleybal. Op de middelbare school schakelde ze over naar tennis en was ze lid van de fotografieclub. Ze studeerde olieverf schilderen aan de Kyoto Kunst- en Designuniversiteit en was lid van de special effects club.

## Carrière
Yamada wilde gaan werken in de filmindustrie na haar opleiding. Ze ging aan de slag bij Kyoto Animation. Haar eerste werk aldaar was het tekenen van inbetween frames voor de anime Inuyasha. Later werd ze gepromoot tot key animator voor de reeks Air.
Na haar werk aan de Clannad serie mocht Yamada de anime K-On! regisseren. De reeks werd enorm populair en kende een tweede seizoen en een film. In 2013 werkte Yamada aan Tamako Market, vervolgd door de film Tamako Love Story in 2014. Met Tamako Love Story won ze de Nieuwe Gezichtenprijs op het Japan Media Arts Festival. Ze verzorgde het volledige storyboard  voor de film en schreef de tekst voor de introgeneriek: Everybody Loves Somebody.
Yamada's volgende project was de geanimeerde langspeelfilm A Silent Voice. De film is gebaseerd op een gelijknamige manga en gaat over pesten en leven met een beperking in Japan. De film verdiende 2,3 biljoen yen en werd zo de 19de meest winstgevende film in Japan in 2016. Hij won ook verscheidene prijzen en nominaties, waaronder "Beste Geanimeerde Film" in de Mainichi Film Concours en de Japan Academy Prize voor beste animatie.
Yamada stelt dat het belangrijkste aspect van een regisseur te zijn is om mensen te observeren. Ze beschrijft zichzelf als een method regisseur en legt steeds de nadruk op de ziel van haar personages.

## Oeuvre

### Regisseur
- K-On! (Televisiereeks, 2009)[7]
- K-On!: Live House! (OVA, 2010)
- K-On!! (Televisiereeks, 2010)[7]
- K-On!!: Plan!! (OVA, 2011)
- K-On! The Movie (film, 2011)[7]
- Tamako Market (Televisiereeks, 2013)[8]
- Tamako Love Story (film, 2014)[9]
- A Silent Voice (film, 2016)[10]
- Liz and the Blue Bird (film, 2018)[11]

- Gemeinsame Normdatei: 1156354331
- International Standard Name Identifier: 0000 0004 5457 5731
- Library of Congress Control Number: no2015155345
- Nationale Bibliotheek van Israël: 987008729736905171
- Système universitaire de documentation: 241543037
- Virtual International Authority File: 160144928866654440267
- WorldCat: E39PBJjCMfQhyGt793YpCBqG73